# Mosquito (Porto Rico)
Mosquito è una circoscrizione dell'isola comunale di Vieques, in Porto Rico. Confina a est con Florida, a sud-est con Puerto Real, a sud con Llave e a ovest con Punta Arenas. È bagnata a nord dalle acque dello stretto di Vieques. Al censimento del 2000 è risultata essere una circoscrizione senza residenti fissi, facendo parte quindi delle circoscrizioni disabitate di Vieques, assieme a Punta Arenas.

## Economia

### Turismo
Il fatto che Mosquito non abbia residenti fissi è dovuto alla presenza di una fitta vegetazione tropicale e all'utilizzo prettamente turistico-ambientale che si è voluto dare alla circoscrizione. Mosquito è facilmente raggiungibile essendo localizzata subito a ovest di Florida, che è la circoscrizione più popolosa di Vieques, e a pochi passi dall'aeroporto di Vieques. Vi è inoltre un riempimento di terra, carrabile e adibito a molo, che si estende sul mare fino a 2 km e può ospitare le imbarcazioni di grande stazza che non sono in grado di attraccare nel piccolo molo di Isabel Segunda, il capoluogo di Vieques.
Le attività e gli sport più praticati dai turisti sono la pesca, lo snorkeling, le immersioni subacquee e il birdwatching.